# Mutigney
Mutigney é uma comuna francesa na região administrativa de Borgonha-Franco-Condado, no departamento de Jura. Estende-se por uma área de 8 km². Em 2010 a comuna tinha 180 habitantes (densidade: 22,5 hab./km²).